# Важини (Польща)
Важини (пол. Ważyny, нім. Waschinnen) — село в Польщі, у гміні Козлово Нідзицького повіту Вармінсько-Мазурського воєводства.
Населення — 82 особи (2011).
У 1975-1998 роках село належало до Ольштинського воєводства.

## Демографія
Демографічна структура станом на 31 березня 2011 року:
|          | Загалом | Допрацездатний вік | Працездатний вік | Постпрацездатний вік |
| -------- | ------- | ------------------ | ---------------- | -------------------- |
| Чоловіки | 43      | 10                 | 29               | 4                    |
| Жінки    | 39      | 14                 | 17               | 8                    |
| Разом    | 82      | 24                 | 46               | 12                   |